# Kappa m/1906
Kappa m/1906, ibland Kappa m/1904, var en kappa som användes inom försvarsmakten.

## Utseende
Kappa m/1906 är av grått kläde samt är försedd med två knapprader om fem knappar vardera vilka för officerare och fanjunkare är bronserade. Den har en 3 cm hög ståndfällkrage vilken igenhäktas upptill samt nedtill med två hyskor och hakar. På nederärmarna finns likt livpäls m/1905 och vapenrock m/1906 en blå klädeslist på vilken man fäster galoner vilka här agerar gradbeteckning.

## Användning
Denna vapenrock användes av hela armén som kappa till Uniform m/1906 både kappan och enhetsuniformen blev dock kortvariga och båda ersattes redan fyra år senare av Kappa m/1910 samt Uniform m/1910.

## Varianter

### Kappa m/1906-1910
Kappa m/1906-1910 i vissa källor Kappa m/1904-1910 var benämningen på de exemplar som anpassades till uniform m/1910.